# Södra Hälsinglands domsagas valkrets
Södra Hälsinglands domsagas valkrets var i valen till andra kammaren 1866–1881 en egen valkrets med ett mandat. Valkretsen delades inför valet 1884 i Södra Hälsinglands västra tingslags valkrets och Södra Hälsinglands östra tingslags valkrets.
Valkretsen ska inte förväxlas med Hälsinglands södra valkrets, som var en flermannavalkrets i andrakammarvalen 1911–1920. 

## Riksdagsmän
- Pehr Pehrsson, lmp (1867–1869)
- Magnus Jonsson, lmp (1870–1884)